# Vaux-lès-Mouron
Vaux-lès-Mouron è un comune francese di 83 abitanti situato nel dipartimento delle Ardenne nella regione del Grand Est.

## Società

### Evoluzione demografica
Abitanti censiti